# Julio Amores
Julio Alberto Amores Palacios (Novelda, 12 maart 1993) is een Spaans voormalig baan- en wegwielrenner die in 2018 reed voor Vitus Pro Cycling.

## Carrière
Als junior en belofte werd Amores negenmaal nationaal kampioen op de baan en eenmaal Europees kampioen op de puntenkoers. Daarnaast werd hij, met Albert Torres, in 2012 derde op het Europese kampioenschap ploegkoers voor beloften.
Tussen 2012 en 2016 behaalde Amores, samen met Sebastián Mora, vijf medailles (waarvan twee gouden) op de nationale kampioenschappen ploegkoers. Daarnaast wonnen zij in 2015 samen de Driedaagse van Aigle. Op de weg werd Amores in 2016 negentiende op het nationale kampioenschap op de weg en won hij een jaar later de eerste etappe in de Ronde van Guadeloupe. De leiderstrui die hij daaraan overhield raakte hij een dag later kwijt aan Théo Vimpère.

## Baanwielrennen

### Palmares
| Jaar     | SK                                                           | EK                            | WK                       | Overig                                                |
| Junioren | Junioren                                                     | Junioren                      | Junioren                 | Junioren                                              |
| -------- | ------------------------------------------------------------ | ----------------------------- | ------------------------ | ----------------------------------------------------- |
| 2010     | Achtervolging · Puntenkoers                                  |                               |                          |                                                       |
| 2011     | Achtervolging · Omnium · Ploegkoers                          | Puntenkoers                   |                          |                                                       |
| Beloften |                                                              |                               |                          |                                                       |
| 2011     | Scratch                                                      |                               |                          |                                                       |
| 2012     |                                                              | Ploegkoers · 5e Scratch       |                          |                                                       |
| 2013     |                                                              |                               |                          |                                                       |
| 2014     | Achtervolging · Puntenkoers · Scratch                        |                               |                          |                                                       |
| 2015     |                                                              | Puntenkoers · 10e Koppelkoers |                          |                                                       |
| Elite    |                                                              |                               |                          |                                                       |
| 2012     | Ploegkoers                                                   |                               |                          |                                                       |
| 2013     | Ploegkoers                                                   |                               |                          |                                                       |
| 2014     | Scratch · Ploegkoers · 6e Achtervolging · 6e Puntenkoers     |                               | 19e Scratch              |                                                       |
| 2015     | Ploegkoers · Scratch · 5e Achtervolging · 6e Puntenkoers     |                               |                          | Aigle: · Eindklassement · Scratch · 10e Achtervolging |
| 2016     | Ploegkoers · Puntenkoers · Ploegenachtervolging · 6e Scratch |                               | 19e Ploegenachtervolging |                                                       |
| 2017     |                                                              |                               |                          |                                                       |
| 2018     | Omnium · 5e Ploegkoers · 5e Puntenkoers · 5e Scratch         |                               |                          |                                                       |

## Wegwielrennen

### Overwinningen
2017
1e etappe Ronde van Guadeloupe

## Ploegen
- 2014 –  Team Ecuador (tot 31-7)
- 2017 –  Inteja Dominican Cycling Team
- 2018 –  Vitus Pro Cycling

Amores · Davies · Gledhill · Hunt · Jones · Kaņepējs · Kenway · Martin · Reilly · Shackel · Torrie · Walsh